# Федеральная лента

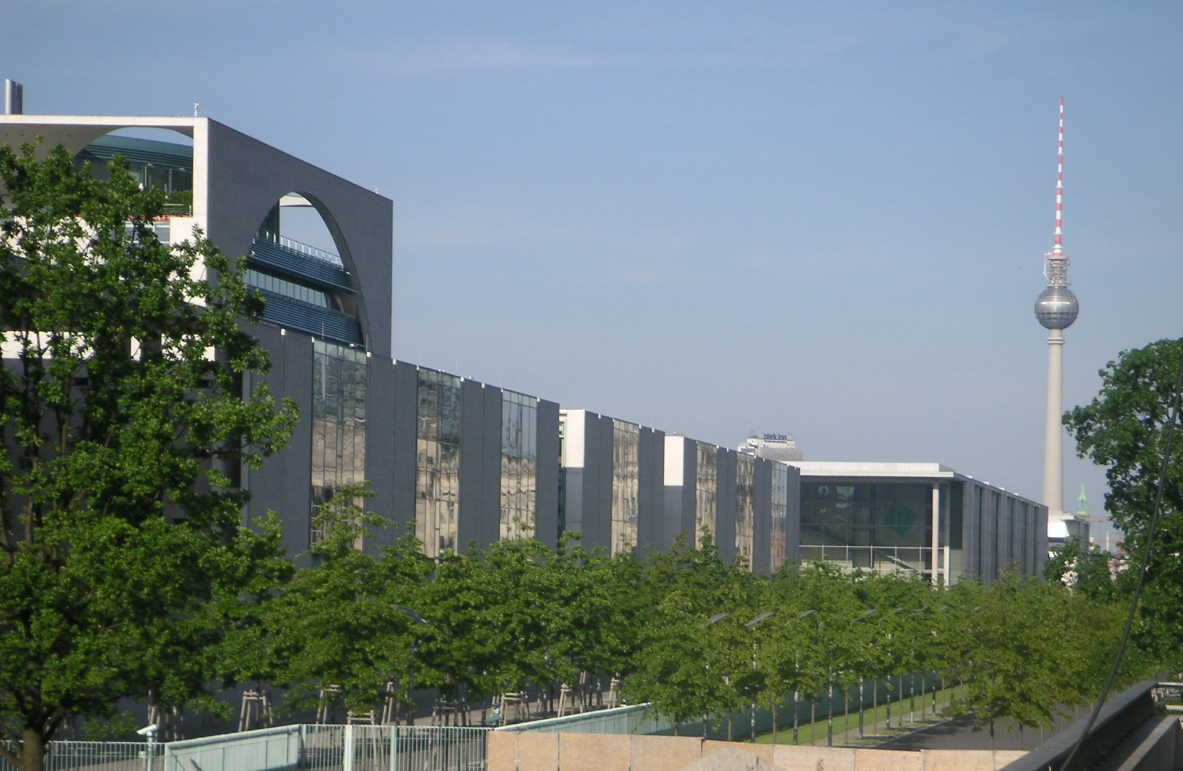
Федеральная лента. Вид на здание ведомства федерального канцлера в направлении дома Пауля Лёбе

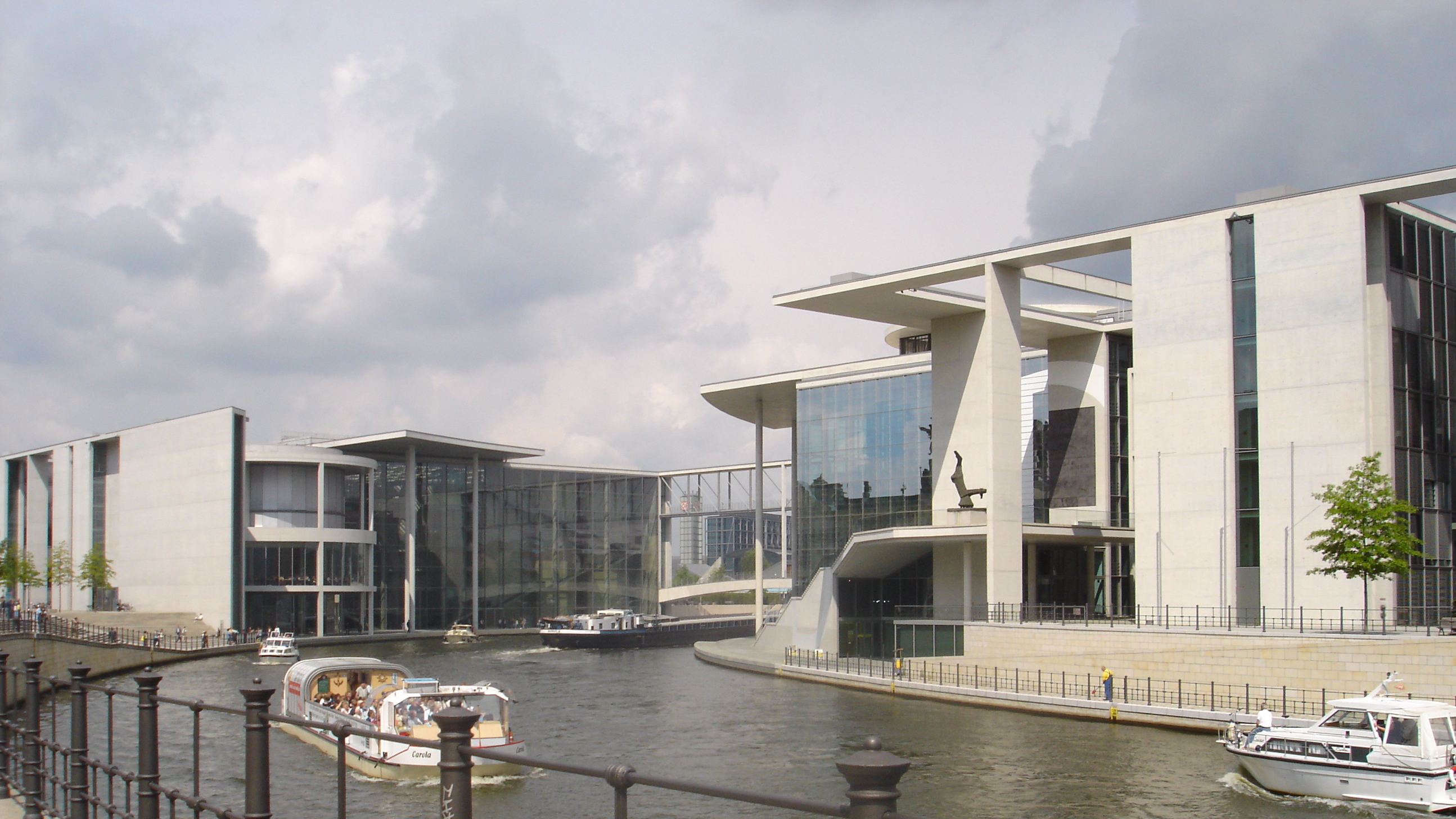
Федеральная лента пересекает Шпрее

Федеральная лента (нем. Band des Bundes) — современный архитектурный комплекс правительственных зданий в центре Берлина к северу от здания Рейхстага в излучине реки Шпрее в новом правительственном квартале.
Федеральная лента составляет в длину около 900 метров и включает в себя (с запада на восток) Канцлерский парк (нем. Kanzlerpark, Канцлерпарк) на правом берегу Шпрее, расположенное напротив здание ведомства федерального канцлера на левом берегу, дом Пауля Лёбе, дом Марии Элизабет Людерс (опять на правом берегу), а также ещё не возведённый Бюргерфорум на пока пустующем участке между ведомством федерального канцлера и домом Пауля Лёбе, где пока разбит газон. С высоты птичьего полёта входящие в Федеральную ленту здания выглядят как огромная белая полоса через излучину Шпрее. Впечатление усиливают пешеходные мосты через Шпрее, соединяющие здания. Изначально планировалось протянуть «ленту» до железнодорожного вокзала Фридрихштрассе, но позднее от этой идеи пришлось отказаться по финансовым соображениям.
Общая концепция Федеральной ленты, победившая в архитектурном конкурсе по реконструкции района излучины Шпрее под правительственный квартал, была разработана берлинскими архитекторами Акселем Шультесом и Шарлоттой Франк в 1992 году. Проекты дома Пауля Лёбе и дома Марии-Элизабет Людерс выполнены Штефаном Браунфельсом.
Строительные работы начались в феврале 1997 года церемонией закладки первого камня в фундамент здания ведомства федерального канцлера и завершились на данном этапе в октябре 2003 года после возведения дома Марии-Элизабет Людерс.
Проект Федеральной ленты по замыслу авторов символизирует собой мост, соединивший разделённые в прошлом части Берлина: Берлинская стена проходила как раз вдоль дома Марии-Элизабет Людерс.